# Florian Heinzle
Florian Heinzle, né le 7 juin 1982, est un coureur de fond autrichien spécialisé en course en montagne. Il a remporté le titre de champion d'Europe de course en montagne 2005.

## Biographie
Florian remporte son premier succès à l'âge de 10 ans en devenant champion du Land de Vorlarberg de cross-country dans sa catégorie. Il s'impose par la suite dans d'autres disciplines, telles que la course en montagne et le 1 000 mètres. A 14 ans, il est sélectionné dans l'équipe nationale junior pour le Trophée mondial de course en montagne 1996 à Telfes où il termine 25e.
Il remporte ses premiers titres nationaux en 1997, en devant champion junior de course en montagne et champion U16 de cross-country.
En 1999 et en 2000, il décroche la médaille d'argent en catégorie junior lors du Trophée mondial de course en montagne.
En 2002, il termine sixième aux championnats d'Europe de course en montagne à Câmara de Lobos et décroche la médaille d'argent par équipes avec Markus Kröll et Alexander Rieder. L'année suivante, il décroche la médaille d'argent lors du Trophée mondial de course en montagne à Girdwood.
En 2004, il remporte la médaille d'argent aux championnats d'Europe de course en montagne à Korbielów.
Il connaît une excellente saison 2005. Le 5 juin, il termine deuxième de la course de montagne du Feuerkogel derrière Jonathan Wyatt et remporte le titre de champion d'Autriche de course en montagne. Le 10 juillet, il s'impose aux championnats d'Europe de course en montagne sur le parcours de la course de montagne du Grossglockner. Sa victoire lui vaut une invitation à la Skåla Opp en Norvège qu'il remporte.
Il se retire ensuite de la compétition après avoir terminé ses études.

## Vie privée
Sa mère Elsbeth, ainsi que ses sœurs Cornelia et Friederike, pratiquent toutes également la course en montagne,

## Palmarès
| no  | masculin          | Course                                        | Longueur | Départ            | Temps           |
| --- | ----------------- | --------------------------------------------- | -------- | ----------------- | --------------- |
| 6e  | 6e                | Championnats d'Europe de course en montagne   | 12 km    | 7 juillet 2002    | 59 min 15 s     |
| 11e | 11e               | Trophée mondial de course en montagne         | 11,7 km  | 15 septembre 2002 | 1 h 1 min 9 s   |
| 2e  | Médaille d'argent | Trophée mondial de course en montagne         | 11,48 km | 21 septembre 2003 | 51 min 16 s     |
| 2e  | Médaille d'argent | Championnats d'Europe de course en montagne   | 10,3 km  | 4 juillet 2004    | 45 min 5 s      |
| 2e  | Médaille d'or     | Championnats d'Autriche de course en montagne | 11,0 km  | 5 juin 2005       | 58 min 19 s     |
| 1re | Médaille d'or     | Championnats d'Europe de course en montagne   | 12,95 km | 10 juillet 2005   | 1 h 11 min 36 s |
| 1re | Médaille d'or     | Skåla Opp                                     | 8,2 km   | 14 août 2005      | 1 h 9 min 49 s  |

## Records
| Épreuve              | Performance    | Date            | Lieu     |
| -------------------- | -------------- | --------------- | -------- |
| 3 000 mètres         | 9 min 1 s 47   | 11 juillet 1999 | Esbjerg  |
| 3 000 mètres steeple | 9 min 21 s 37  | 4 juin 2001     | Zofingue |
| 5 000 mètres         | 14 min 27 s 38 | 26 mai 2004     | Coblence |
| 10 000 mètres        | 32 min 3 s 13  | 11 juillet 1999 | Dornbirn |
| Semi-marathon        | 1 h 7 min 35 s | 17 avril 2005   | Bludenz  |